# George Ioan Dănescu
George Ioan Dănescu (n. 30 octombrie 1938, Ploiești - d. 7 iunie 2002) a fost un general de armată român, care a îndeplinit funcția de ministru de interne (19 noiembrie 1992 - 6 martie 1994).

## Biografie
A fost polițist de carieră, ajungând să conducă de-a lungul unei cariere militare strălucite, inspectoratele polițiilor din județele Prahova și Constanța.
George Ioan Dănescu a fost înaintat în gradul de general-maior (cu 1 stea) prin Decretul președintelui Consiliului Frontului Salvării Naționale, Ion Iliescu, din 28 decembrie 1989 .
Între anii 1990-1991 a fost secretar de stat și șef al Departamentului Poliției Române. În anul 1992, Dănescu a fost numit secretar de stat în cadrul Ministerului Afacerilor Externe, fiind înaintat ulterior, la data de 11 mai 1993 în gradul de general-locotenent (cu 2 stele) .
În Guvernul Nicolae Văcăroiu, generalul Dănescu a îndeplinit funcția de ministru de Interne (19 noiembrie 1992 - 6 martie 1994), fiind eliberat din funcție ca urmare a eliminării militarilor de la conducerea ministerelor. El a fost ultimul ministru de interne militar al României. Imediat a fost numit secretar de stat, șeful Departamentului Ordinii Publice și prim-locțiitor al ministrului de Interne (6 martie 1994 - 11 decembrie 1996). A fost înaintat la gradul de general de corp de armată (cu 3 stele) la 22 noiembrie 1996 , fiind trecut în rezervă la 29 august 1997 .
Trecut în rezervă, el a devenit administrator al SC Postav Azuga SA .
Începând cu anul 2001, a fost consilier al ministrului de Interne. La data de 16 mai 2002, general de corp de armată (r.) George Ioan Dănescu a fost înaintat la gradul de general de armată (cu 4 stele) în rezervă .
Generalul (r) George Ioan Dănescu a încetat din viață în noaptea de 7 iunie 2002 la Spitalul Fundeni, din cauza unei pancreatite. A fost înmormântat la 10 iunie 2002 în cimitirul "Viișoara" din municipiul Ploiești .

## Distincții
De-a lungul carierei sale, generalul Dănescu a primit următoarele distincții:
- Diploma de Onoare a Ministerului de Interne (noiembrie 1999)
- Cetățean de Onoare al Municipiului Ploiești post-mortem (31 iulie 2002) - "pentru strălucita sa carieră militară, administrativă și cetățenească" [8]